# Kurier Mazowsza
Kurier Mazowsza – pismo wydawane od 15 kwietnia 1985 roku przez Grupy Oporu „Solidarni” RKW Mazowsze NSZZ „Solidarność”. Założyciel i redaktor naczelny Teodor Klincewicz – Teoś. Do roku 1989 ukazało się w podziemiu 71 numerów pisma, a od numeru 72. z 1989 r. pismo jest wydawane legalnie, jako Biuletyn Informacyjny „Solidarności” Regionu Mazowsze.
Numery jubileuszowe
Nr 1000 - 17 czerwca 2011 r.
Nr 1500 - 25 marca 2022 r. 
Redaktorzy naczelni
- Teodor Klincewicz (1985 - 1991)
- Grażyna Rataj
- Aneta Zbrzeźniak
- Marcin Izbicki
- Nadieżda Firkowicz (2012 -2024)
- Ireneusz Smółka (od kwietnia 2024)